# Daniel Nathans
Daniel Nathans (Wilmington, Delaware, 1928. október 30. – Baltimore, Maryland, 1999. november 16.) amerikai mikrobiológus. 1978-ban Werner Arberrel és Hamilton O. Smithszel megosztva elnyerte az orvostudományi Nobel-díjat a restrikciós enzimek felfedezéséért.

## Tanulmányai
Daniel Nathans 1928. október 30-án született a delaware-i Wilmingtonban, oroszországi zsidó bevándorló családban. Ő volt a kilencedik, legkisebb gyermeke Samuel Nathansnak és feleségének, Sarah Levitannak. Nem sokkal születése után a nagy gazdasági válságban apja üzlete tönkrement és a család sokat nélkülözött. Iskoláit szülővárosában végezte, majd testvéreihez hasonlóan a Delaware-i Egyetemen tanult kémiát, filozófiát és irodalmat. Miután 1950-ben megszerezte BSc oklevelét, a St. Louis-i Washington Egyetemen tanult orvostudományt. Farmakológiaprofesszora, Oliver Lowry laboratóriumban töltött nyári gyakorlata alapján úgy döntött, hogy nem a klinikum, hanem inkább a kutatás felé orientálódik. 1954-ben megszerezte orvosdoktori fokozatát, majd a New York-i Columbia Egyetem kórházában végezte gyakorlatát és kétéves rezidentúráját. 

## Kutatásai
1959-től a Rockefeller Intézetben, Fritz Lipmann laboratóriumában dolgozott. Eleinte emlőssejtekben, majd a könnyebben kezelhető Escherichia coliban tanulmányozta a fehérjeszintézis folyamatát. Kidolgozott egy sejtmentes, in vitro rendszert, amelyben tisztított RNS-ről is képes volt fehérjéket átírni. Felfedezte a bakteriális "elongációs faktorokat", amelyek az új aminosavakat adják a készülő proteinlánc végéhez és tisztázta a bakteriális fehérjeszintézist gátló puromicin antibiotikum hatásmechanizmusát. 1962-ben elfogadta a baltimore-i Johns Hopkins Egyetem professzori állásajánlatát és folytatta fehérjeszintézises kísérleteit a tisztított bakteriofág-RNS-sel.
A 60-as évek közepétől fordult érdeklődése a tumort okozó emlősvírusok felé. 1969-ben Izraelbe utazott, hogy kutatóévét a Weizmann Intézetben töltse, de még a tavasz során levelet kapott a Johns Hopkins Egyetemen dolgozó kollégájától, Hamilton O. Smith-től, hogy felfedezett egy enzimet, amely csak bizonyos helyeken vágja el a DNS-t, ezért visszatért az Egyesült Államokban. 1969 nyarán és őszén a restrikciós endonukleáznak elnevezett enzimmel kísérletezett, különböző méretű darabokra vágta vele az SV40 vírus 5000 nukleotidból álló genomját, aztán a darabok alapján összeállította a vágóhelyek egymáshoz való viszonyát (a későbbi kifejezéssel élve restrikciós térképet hozott létre). A térkép alapján képesek voltak elhelyezni rajta az egyes géneket, illetve az ismert mutációkat. Eredményei alapján hamarosan más kutatók is elkezdték más vírusok és plazmidok feltérképezését az újonnan felfedezett restrikciós enzimekkel.  

## Elismerései
1978-ban a restrikciós endonukleázok felfedezéséért Daniel Nathans, Hamilton O. Smith és a svájci Werner Arber megkapta az orvostudományi Nobel-díjat. Nathanst 1993-ban Nemzeti Tudományos Éremmel tüntették ki, 1994 és 1995 között pedig ő volt a Johns Hopkins Egyetem elnöke.  

## Családja
Nathans az 50-es évek közepén házasodott össze Joanne Gomberggel. Három fiuk született: Eli, Benjamin és Jeremy Nathans.
Daniel Nathans 1999. november 16-án halt meg 71 évesen, leukémia következtében.